# Чехова, Вера
Ве́ра Че́хова (нем. Vera Tschechowa, урожд. Руст; 22 июля 1940[…], Берлин — 3 апреля 2024, Берлин, Германия) — немецкая киноактриса, режиссёр-документалист, продюсер.

## Биография
Родилась в Берлине 22 июля 1940 года в семье врача Вильгельма Руста и актрисы Ады Чеховой, дочери Михаила Чехова и Ольги Чеховой. Снималась в кино и на телевидении с середины 1950-х до середины 1990-х годов; за это время сыграла более 50 ролей.
В 1962 году получила национальную кинопремию ФРГ за роль в фильме «Хлеб прошлых лет».
С 1990-х годов снимала документальные телефильмы. Для различных телеканалов она создала портреты Эдуарда Шеварднадзе, Ганса-Дитриха Геншера, Клауса Марии Брандауэра, Кати Риман, Армина Мюллер-Шталя, Энтони Куинна, Энга Ли и иранской кинорежиссёрской семьи Махмальбаф. 
Скончалась в Берлине 3 апреля 2024 года после непродолжительной тяжёлой болезни в возрасте 83 лет.

## Фильмография (выборочно)
- 1958 — Врач из Сталинграда — Тамара
- 1962 — Хлеб прошлых лет (нем.)
- 1973 — В круге первом — Клара
- 1981 — Десперадо-Сити — Хилке